# Canton de La Fère
Le canton de La Fère est une ancienne division administrative française située dans le département de l'Aisne et la région Picardie.

## Géographie
Ce canton a été organisé autour de La Fère dans l'arrondissement de Laon. Son altitude varie de 46 m (Deuillet) à 207 m (Saint-Gobain) pour une altitude moyenne de 101 m.

## Histoire

### Révolution française

Carte du canton de La Fère en 1790.

Le canton est créé le 18 février 1790 sous la Révolution française,. Le canton comprend 21 communes avec La Fère pour chef-lieu : Achery, Anguilcourt, Beautor, Catillon-du-Temple, Charmes, Courbes, Danizy, Fargniers, La Fère, Mayot, Monceau-lès-Leups, Nouvion-le-Comte, Nouvion-l'Abbesse, Pont-à-Bucy, Quessy, Richecourt, Rogécourt, Le Sart, Tergnier, Travecy, Versigny. Il est une subdivision du district de Chauny qui disparait le 5 Fructidor An III (22 août 1795)
Au cours de la période révolutionnaire, les communes de Anguilcourt et Le Sart fusionnent entre 1795 et 1800 pour former la commune d'Anguilcourt-le-Sart. Le canton compte alors 20 communes. Lors de la création des arrondissements par la loi du 28 pluviôse an VIII (17 février 1800), le canton de La Fère est rattaché à l'arrondissement de Laon.

### 1801 - 2015
L'arrêté du 3 vendémiaire an X (25 septembre 1801) entraine un redécoupage du canton de La Fère qui est conservé. Huit communes du canton de Saint-Gobain (Andelain, Bertaucourt-Epourdon, Brie, Deuillet, Fourdrain, Fressancourt, Saint-Gobain, Servais), 2 communes du canton de Genlis (Liez et Mennessis), et 1 commune du canton de Chauny (Vouël) intègre le canton. Catillon-du-Temple, Nouvion-le-Comte, Nouvion-l'Abbesse, Pont-à-Bucy, Richecourt sont détachées pour rejoindre le canton voisin de Crécy-sur-Serre. Le canton compte 26 communes avec ce redécoupage.
Par ordonnance du 10 mars 1833, la commune de Saint-Nicolas-aux-Bois est détachée du canton de Coucy-le-Château pour intégrer celui de La Fère, portant le nombre à 27 communes. Par décret du 23 juillet 1973, Tergnier et 6 autres communes (Beautor, Fargniers, Liez, Mennessis, Quessy et Vouël) sont détachées du canton pour former le canton de Tergnier,. Le canton est alors composé de 20 communes jusqu'en mars 2015.

### Redécoupage de 2015
Un nouveau découpage territorial de l'Aisne entre en vigueur en mars 2015, défini par le décret du 21 février 2014 , en application des lois du 17 mai 2013 (loi organique 2013-402 et loi 2013-403). Les conseillers départementaux sont, à compter de ces élections, élus au scrutin majoritaire binominal mixte. Les électeurs de chaque canton élisent au Conseil départemental, nouvelle appellation du Conseil général, deux membres de sexe différent, qui se présentent en binôme de candidats. Les conseillers départementaux sont élus pour 6 ans au scrutin binominal majoritaire à deux tours, l'accès au second tour nécessitant 10 % des inscrits au 1er tour. En outre la totalité des conseillers départementaux est renouvelée. Ce nouveau mode de scrutin nécessite un redécoupage des cantons dont le nombre est divisé par deux avec arrondi à l'unité impaire supérieure. Dans l'Aisne, le nombre de cantons passe ainsi de 42 à 21. Le canton de La Fère ne fait pas partie des cantons conservés du département. 
Le canton disparait lors des élections départementales de mars 2015. L'ensemble des communes est regroupée au canton voisin de Tergnier.

## Représentation

### Conseillers généraux de 1833 à 2015
| Période | Période          | Identité                                                                                 | Étiquette      | Qualité                                                                                                |
| ------- | ---------------- | ---------------------------------------------------------------------------------------- | -------------- | --- |
| 1833    | 1835 (démission) | Jules Paul Bonal                                                                         |                | Propriétaire, maire de Charmes                                                                         |
| 1835    | 1837 (décès)     | Jacques Henry Félicité Agathon Titus Leroux (1798-1837)                                  |                | Maire de La Fère, conseiller d'arrondissement                                                          |
| 1837    | 1848             | Antoine Marcellin Triboullet (1795-1872)                                                 |                | Propriétaire et notaire à La Fère, conseiller d'arrondissement                                         |
| 1848    | 1870             | Fidèle Stanislas Aristide Dégieux, vicomte de Courval, comte de Nieuwerkerke (1806-1882) |                | Propriétaire, notaire à La Fère, conseiller d'arrondissement                                           |
| 1870    | 1884 (décès)     | Henri Charles Leroux                                                                     | Républicain    | Propriétaire, maire de Charmes                                                                         |
| 1884    | 1895             | René Jacquemart (1844-1908)                                                              | Droite         | Propriétaire, industriel à Quessy, maire de Liez                                                       |
| 1895    | 1925             | Alfred Maguin (1851-1937)                                                                | RG             | Ingénieur, manufacturier Maire de Charmes                                                              |
| 1925    | 1934             | Léon L'Hérondelle                                                                        | Rad.           | Maire de Fargniers (1913-1931), conseiller d'arrondissement                                            |
| 1934    | 1936 (démission) | Marc Lengrand                                                                            | SFIO puis PSdF | Commis d'architecte Député (1932-1936)                                                                 |
| 1936    | 1940             | Élie Bloncourt                                                                           | SFIO           | Professeur, conseiller d'arrondissement Député (1936-1940) puis (1945-1946)                            |
|         |                  |                                                                                          |                | |
| 1943    | 1945             | Pierre Barbarre                                                                          |                | Ingénieur, directeur des établissements Maguin Maire de Charmes Nommé conseiller départemental en 1943 |
| 1943    | 1945             | Maurice Lacambre (1884-1960)                                                             |                | Herbager Maire de La Fère Nommé conseiller départemental en 1943                                       |
|         |                  |                                                                                          |                | |
| 1945    | 1951             | Élie Bloncourt                                                                           | UDSR           | Professeur Député (1936-1940) puis (1945-1946)                                                         |
| 1951    | 1958             | Henri Pruvot (1907-1992)                                                                 | PCF            | Ouvrier ajusteur à la SNCF Fargniers                                                                   |
| 1958    | 1970             | Maurice Hocquet                                                                          | Centriste      | Inspecteur honoraire à la SNCF Maire de Vouël                                                          |
| 1970    | 1973             | Paul Hauriez                                                                             | PCF            | Cheminot Maire de Quessy (1965-1989) Elu en 1973 dans le nouveau Canton de Tergnier                    |
| 1973    | 1994             | Albert Catalifaud                                                                        | UDR puis RPR   | Ingénieur des travaux publics Maire de La Fère (1959-1989) Député (1958-1973)                          |
| 1994    | 2008             | Raymond Deneuville                                                                       | RPR puis UMP   | Attaché d'administration universitaire, maire de La Fère (1989-2020)                                   |
| 2008    | 2015             | Frédéric Mathieu                                                                         | IDG            | Professeur d'histoire Maire de Saint-Gobain depuis 2014                                                |

### Conseillers d'arrondissement (de 1833 à 1940)
| Période                                  | Période      | Identité                                                                                 | Étiquette | Qualité |
| ---------------------------------------- | ------------ | ---------------------------------------------------------------------------------------- | --------- | --- |
| 1833                                     | 1835         | Jacques Leroux                                                                           |           | Maire de La Fère                                                                                            |
| 1835                                     | 1837         | Antoine Marcellin Triboullet (1795-1872)                                                 |           | Notaire à La Fère                                                                                           |
| 1837                                     | 1842 (décès) | Joseph Rondeaux (1778-1842)                                                              |           | Négociant à La Fère                                                                                         |
| 1842                                     | 1848         | Fidèle Stanislas Aristide Dégieux, vicomte de Courval, comte de Nieuwerkerke (1806-1882) |           | Notaire à La Fère                                                                                           |
|                                          |              |                                                                                          |           | |
| 1904                                     |              | Gustave Grégoire                                                                         |           | Maire de Tergnier                                                                                           |
|                                          | 1919         | Léon Pâris                                                                               |           | Conseiller municipal de La Fère                                                                             |
| 1919                                     | 1928         | Léon L'Hérondelle                                                                        | Radical   | Maire de Fargniers (1913-1931)                                                                              |
| 1928                                     | 1931         | M. Deherpe                                                                               | Radical   | Adjoint au maire d'Achery                                                                                   |
| 1931                                     | 1934         | M. Bellante                                                                              | Radical   | |
| 1934                                     | 1936         | Élie Bloncourt                                                                           | SFIO      | Professeur à La Fère                                                                                        |
| 4 oct.1936                               | 1940         | Lionel Lefèvre (1904-1974)                                                               | SFIO      | Cheminot, adjoint au maire de Quessy Résistant, déporté à Buchenwald                                        |
| 1940                                     |              |                                                                                          |           | Les conseils d'arrondissement ont été suspendus par la loi du 12 octobre 1940 et n'ont jamais été réactivés |
| Les données manquantes sont à compléter. |              |                                                                                          |           | |

## Composition
Le canton de La Fère a groupé 20 communes et a compté 12 506 habitants en 2012.
| Code Insee | Nom                    | Superficie (km2) | Population (hab.) | Densité (hab./km2) |
| ---------- | ---------------------- | ---------------- | ----------------- | ------------------ |
| 02304      | La Fère (Chef-lieu)    | 6,73             | 2 982             | 443,09             |
| 02002      | Achery                 | 6,90             | 620               | 89,86              |
| 02016      | Andelain               | 2,91             | 197               | 67,7               |
| 02017      | Anguilcourt-le-Sart    | 9,14             | 303               | 33,15              |
| 02074      | Bertaucourt-Epourdon   | 7,46             | 612               | 82,04              |
| 02122      | Brie                   | 2,80             | 59                | 21,07              |
| 02165      | Charmes                | 3,66             | 1 642             | 448,63             |
| 02222      | Courbes                | 3,16             | 33                | 10,44              |
| 02260      | Danizy                 | 4,49             | 591               | 131,63             |
| 02262      | Deuillet               | 3,76             | 234               | 62,23              |
| 02329      | Fourdrain              | 9,45             | 413               | 43,7               |
| 02335      | Fressancourt           | 2,51             | 206               | 82,07              |
| 02473      | Mayot                  | 3,42             | 190               | 55,56              |
| 02492      | Monceau-lès-Leups      | 13,30            | 465               | 34,96              |
| 02651      | Rogécourt              | 5,54             | 99                | 17,87              |
| 02680      | Saint-Gobain           | 29,73            | 2 300             | 77,36              |
| 02685      | Saint-Nicolas-aux-Bois | 6,64             | 113               | 17,02              |
| 02716      | Servais                | 5,51             | 305               | 55,35              |
| 02746      | Travecy                | 14,52            | 670               | 46,14              |
| 02788      | Versigny               | 12,89            | 472               | 36,62              |

## Démographie
| 1962   | 1968   | 1975   | 1982   | 1990   | 1999   | 2006   | 2007   | 2008   |
| ------ | ------ | ------ | ------ | ------ | ------ | ------ | ------ | ------ |
| 13 630 | 13 813 | 12 778 | 12 093 | 12 045 | 11 931 | 12 108 | 12 196 | 12 259 |

| 2009   | 2010   | 2011   | 2012   | - | - | - | - | - |
| ------ | ------ | ------ | ------ | - | - | - | - | - |
| 12 358 | 12 451 | 12 543 | 12 506 | - | - | - | - | - |